# Tintin in jaz
Tintin in jaz (koncept francosko Moi, Tintin) je dokumentarni film režiserja Andersa Høgsbro Østergaarda iz leta 2003, o belgijskem karikaturistu Georgesu Remiju, z drugim imenom Hergé in njegovem liku Tintinu. Film je koprodukcija Danske, Belgije, Francije in Švice.
Film temelji na razkritih intervjujih Numa Sadoula s Hergéjem iz sedemdesetih let dvajsetega stoletja in podrobneje govori o Hergéjevem življenju ter kako je nanj vplival uspeh Tintina. Film močno temelji na Hergéjevih izkušnjah in duševnem zdravju, ki ga je privedlo do pisanja Tintina v Tibetu, ki je pogosto označen kot Hergéjev osebni album. Zgodovina Tintina se preučuje skozi Hergéjevo življenje in način, na katerega je vplivala vse večja priljubljenost njegovega lika.

## Tema
Tema filma je način, kako je Hergéjevo zasebno življenje vplivalo na njegovo delo; na primer, Bianca Castafiore je podzavestni (ali morda zavestni) odsev Georgesove prve žene Germaine in način, kako se kapitan Haddock odziva nanjo, odraža način, kako se je Georges pogosto počutil do svoje žene. Konkretno, materinski nagon, ki ga je imela Germaine do njega, je najbolj nazorno prikazan v zvezku Primadonini dragulji. Razpravlja se tudi o tematiki religije, vključno z Georgesovim postopnim razočaranim pogledom na katoliško cerkev in nasprotovanjem, ki se je prikazalo v Wolffovem žrtvovanju v zvezku Pristanek na Luni. Poudarjen je tudi vpliv Čanga na Georgesovo delo z uporabo rekonstruiranih posnetkov in dejanskih arhivskih posnetkov njunega srečanja leta 1934.

## Format
Tehnično je film uporabil izbiro grafičnih učinkov, da bi "ponovno animirali" video posnetke Hergéjevega govorjenja, da bi se ujemali z zvokom, ki se predvaja (iz intervjujev s Sadoul). Sličice iz zvezkov so bile tudi animirane, da bi po njih omogočile gibanje. Tako sta bile prikazane tudi letalska nesreča iz Tintina v Tibetu in šanghajska ulična scena iz Sinjega lotosa. Intervjuji so rekonstruirani z igralci, vendar gledalec nikoli ne vidi njihovih obrazov; videne so samo njihove roke in dlani v katerih držijo albume, listajo skozi njih, pijejo čaj in podobno.

## Oddajanje
Film se je v Veliki Britaniji predvajal na BBC Four in v ZDA na PBS.

## Izdaja na DVD-ju
V Avstraliji je Madman Entertainment leta 2007 izdal DVD različico Tintina in jaz, ki je vsebovala tudi film Jaz, Tintin, intervju z Gérardom Valetom, kratek film z naslovom Skrivnost čiste linije in Hergéjevo biografijo.